# Свође
Свође је насеље у Србији у општини Власотинце у Јабланичком округу. Свође се налази на ушћу реке Лужнице у Власину а у подножју планине Висока чука.
Према попису из 2022. било је 189 становника.
Овде се налази Запис крст (Свође).

## Легенде
По легенди, село Свође је добило назив према “свођењу” две реке: у месту се река Лужница улива у Власину или “свођењу“ два пута: један према Црној Трави, а други према Пироту из правца Власотинца.
У времену под Турцима Срби у овом крају су бежали и насељавали побрђа горњег дела Повласиња, па је тако Свође насељено са десне стране реке Власине, потом и са леве стране реке Лужнице на стрминама према селу Алексине и са десне стране Лужнице - побрђа Габровника.
Просецањем путева, након одлазка Турака из ових крајева, у низини поред река су се насељавали Срби и тако су постајала збијена насеља по махалама поред реке Власине и Лужнице, где су отваране занатске радње и кафане-мејане. Свође је постало центар економског и друштвеног живота за сва околна села овог дела горњег Повласиња.

## Историја
Пописан је 1879. године Власотиначки срез, а у месту Свође је било следеће стање: у 72 куће живело је 614 душа, писмених људи није било а број пореских глава износи 124.
Сеоска основна школа је 1931. године добила назив "Војвода Путник".
Свође, некада предратна општина власотиначког среза, могла се подичити много чиме, а највише занатством и образовањем. На ушћу Лужнице (Љуберађе) у Власину, у центру Свођа, постојало је место окупљања, где је увек било живо.
У време владавине Турака било је много занатлија: терзија, ковача. кројача. После ослобођења од Турака и од Бугара и Немаца - у времену од 1945. године па до седамдесетих година 20. века Свође је било центар заната: опанчарски, кројачки, лимарски, столарски, ковачки, пекарски, антериски и други занати.
Свође је било препознатљиво и по цигларским мајсторима који су одлазили у печалбу чак и у Румунију, а и по успешним предузимачима. Најпознатији приватник био је „Диса“, који је имао машинску радионицу за производњу цигларских машина негде седамдесетих година 20. века.
Свође је било препознатљиво по вашарима, нарочито у летњим данима Трновице.
У Свођу, у центру села, било је четири кафане у којима се окупљао свет у време јесењих дана при доласку из печалбе, из суседних планинских села, али и пијачним даном.
Некада су у тим кафанама обавезно свраћали путници аутобуса и ту се одмарали, када се ишло на пут према Црној Трави и Пироту.
Након Другог светског рата у Свођу је била формирана земљорадничка задруга која је постојала негде до осамдесетих година ХХ века. Многи су узели учешће на радним акцијама и у изградњи земље. Тако су у Свођу отворене амбуланта и здравствена установа, изграђени станови за лекаре и просветне раднике, довршена осмогодишња школа, извршена електрификација села, изграђена пошта, отворена народна читаоница, отворене продавнице, приватна пекара, приватне посластичаре.
Најава никада изграђеног акумулационог језера испред села Бољаре, све до Горњег Ораха, натерала је многе људе да напусте Свође.
У напуштеној фабрици „Власинка“ планирана је производња џемпера како би село оживело.

### Ратови и револуције
Свођани су узимали учешће у свим ратовима, дизали буне против Турака, учествовали у балканским ратовима, првом и Другом светском рату. Овај крај је увек био слободарски. У току борбе за ослобођење од фашизма велики допринос су дали и Свођани, али су и доста зла и претрпели од Бугара у Другом светском рату. Један од најпознатијих у подизању устанака у Другом светском рату овом крају био је Драгомир Николић-Сипа. На основној школи стоји и спомен-плоча родољубима жртвама терора у Другом светском рату.

## Археолошка налазишта
У Свођу има трагова од римског војног утврђења код ушћа Лужнице у Власину, а и по причању старијих људи седамдесетих година ХХ века, у том делу је била и средњовековна црква, која је срушена у времену владавине Турака. Позната су и налазишта на местима Предстража и Стража.

## Демографија
У насељу Свође живи 376 пунолетних становника, а просечна старост становништва износи 49,2 година (47,0 код мушкараца и 51,3 код жена). У насељу има 185 домаћинстава, а просечан број чланова по домаћинству је 2,34.
Ово насеље је великим делом насељено Србима (према попису из 2002. године), а у последња три пописа, примећен је пад у броју становника.
|  |

| Демографија | Демографија | Демографија |
| Година      | Становника  | Становника  |
| ----------- | ----------- | ----------- |
| 1948.       | 1.348       |             |
| 1953.       | 1.366       |             |
| 1961.       | 1.265       |             |
| 1971.       | 1.027       |             |
| 1981.       | 741         |             |
| 1991.       | 559         | 558         |
| 2002.       | 433         | 433         |
| 2011.       | 321         |             |
| 2022.       | 189         |             |

| Етнички састав према попису из 2002.‍ | Етнички састав према попису из 2002.‍ | Етнички састав према попису из 2002.‍ | Етнички састав према попису из 2002.‍ | Етнички састав према попису из 2002.‍ |
| ------------------------------------ | ------------------------------------ | ------------------------------------ | ------------------------------------ | ------------------------------------ |
|                                      |                                      |                                      |                                      |                                      |
| Срби                                 | Срби                                 |                                      | 425                                  | 98,15%                               |
| Македонци                            | Македонци                            |                                      | 4                                    | 0,92%                                |
| Хрвати                               | Хрвати                               |                                      | 2                                    | 0,46%                                |
| непознато                            | непознато                            |                                      | 1                                    | 0,23%                                |

| Година пописа     | 1948. | 1953. | 1961. | 1971. | 1981. | 1991. | 2002. |
| ----------------- | ----- | ----- | ----- | ----- | ----- | ----- | ----- |
| Број домаћинстава | 234   | 249   | 275   | 287   | 263   | 229   | 185   |

| Број чланова      | 1  | 2  | 3  | 4  | 5  | 6 | 7 | 8 | 9 | 10 и више | Просек |
| ----------------- | -- | -- | -- | -- | -- | - | - | - | - | --------- | ------ |
| Број домаћинстава | 67 | 58 | 17 | 24 | 13 | 5 | 0 | 1 | 0 | 0         | 2,34   |

| Пол    | Укупно | Неожењен/Неудата | Ожењен/Удата | Удовац/Удовица | Разведен/Разведена | Непознато |
| ------ | ------ | ---------------- | ------------ | -------------- | ------------------ | --------- |
| Мушки  | 189    | 40               | 121          | 24             | 2                  | 2         |
| Женски | 199    | 19               | 120          | 52             | 8                  | 0         |
| УКУПНО | 388    | 59               | 241          | 76             | 10                 | 2         |

| Пол    | Укупно                    | Пољопривреда, лов и шумарство | Рибарство                            | Вађење руде и камена | Прерађивачка индустрија       |
| ------ | ------------------------- | ----------------------------- | ------------------------------------ | -------------------- | ----------------------------- |
| Мушки  | 69                        | 0                             | 0                                    | 0                    | 25                            |
| Женски | 18                        | 1                             | 0                                    | 0                    | 9                             |
| УКУПНО | 87                        | 1                             | 0                                    | 0                    | 34                            |
| Пол    | Производња и снабдевање   | Грађевинарство                | Трговина                             | Хотели и ресторани   | Саобраћај, складиштење и везе |
| Мушки  | 0                         | 20                            | 4                                    | 1                    | 4                             |
| Женски | 0                         | 0                             | 2                                    | 2                    | 0                             |
| УКУПНО | 0                         | 20                            | 6                                    | 3                    | 4                             |
| Пол    | Финансијско посредовање   | Некретнине                    | Државна управа и одбрана             | Образовање           | Здравствени и социјални рад   |
| Мушки  | 0                         | 0                             | 8                                    | 4                    | 2                             |
| Женски | 0                         | 0                             | 0                                    | 2                    | 2                             |
| УКУПНО | 0                         | 0                             | 8                                    | 6                    | 4                             |
| Пол    | Остале услужне активности | Приватна домаћинства          | Екстериторијалне организације и тела | Непознато            | Непознато                     |
| Мушки  | 0                         | 0                             | 0                                    | 1                    | 1                             |
| Женски | 0                         | 0                             | 0                                    | 0                    | 0                             |
| УКУПНО | 0                         | 0                             | 0                                    | 1                    | 1                             |

### Порекло становништва
Насељавање Свођа је ишло из правца Косова, Македоније, Копаоника, са Власине и из Црне Горе.
Тако је досељавање фамилије Пауновић у махали Габровик било: четири брата из Метоха Перчевићи су убили Турчина за вечером, који је од њих захтевао да му обезбеде жене на спавање. Побегли су прво у Велику Аду у Србији под другим презименом, а потом се населили делом у Свође делом у Медвеђу.
Фамилије Крзалије, Рекарци су са Космета. Сматра се да у Свођу међу најстарије насељене фамилије спадају Тропшинци. Они су насељени поред реке Лужнице према Великом Боњинцу - а пребегли са Косова у 17. веку. Потом у ту групу спадају Ковачевци са Косова. Урошевићи су се призетили из Малог Боњинца, Павловићи насељени у свођској махали Габровик су из Мезграје, исто тако и Голубовићи. Фамилија Анђелковићи и Пејчићи су такође са Косова - живели су претходно у Дугој Пољани код Вучитрна. Једна фамилија је призетена из Алексина. Илићи (Илија “Свирка”) су досељеници из Стрбовца. Миладиновци, Стојковићи, Бомбало (Станојевићи) и Чубрикинци су са Косова.

## Образовање
Свође има осмогодишњу школу, основану 1895. године, која је као четворогодишња радила до 1951. године.
Пре оснивања школе деца из Свођа су похађала школу у Великом Боњинцу. Од оснивања до 1910. године школа је радила у приватној згради, па је тада изграђена школска зграда. Први учитељ је био Милан Арсић. После њега су радили: Милутин Здравковић, Петар Стриковиц, Михајло Пухац и други. Године 1936. изграђена су четири учитељска стана. Школа је касније прерасла у осмогодишњу основну школу под називом “Доситеј Обрадовић“, коју похађају ученици из суседних планинских села: Алексине, Горњи Орах, Добровиш, Горње и Доње гаре, Јаковљево, Златићево, Доњи и Горњи Дејан, Борин Дол, Преданча, Козило, Горњи и Доњи Присјан. Школске 1951/62 године број ученика у осмогодишњој школи било је 1178. ученика и 1963. године су дограђене још 4.учионице. Школске 1963/64. наставу у основној шоли Доситеј Обрадовић је похађало 1325 ученика, што је био највећи број ученика у историји ове школе. Некада седамдесетих година ХХ века је било и по два одељења по разреду, али миграција становништва је учинила своје, па је сада остао мали број ученика и у централној и у истуреним одељењима планинских села.
Свође је још препознатљиво за овај крај и по веома образовним људима. Много њих је завршило високе школе и факултете. Међу њима има учитеља, професора, правника, економиста, лекара, инжењера и добрих предузетника.
За време владавине Бугара у Свођу постојала је бугарска школа у месту Тропшинци као и штаб (војна установа).

## Сеоски живот
Свође је некада било средиште друштвеног, културног и спортског живота у овом крају. У школској сали су пред крај 20. века одржаване приредбе у времену државних празника и у току лета су одржавани сусрети певача аматера и такмичења хармоникаша и фрулаша, а у зимским месецима и такмичења „Сусрети села“. Играло, се певало и неговала традиција изворне песме и фолклора, чега више нема. Постојао је и фудбалски клуб који се успешно такмичио у општинској и окружној лиги, а у њему су играли студенти, средњошколци, печалбари и просветни радници.

### Воденичарство на Власини и притоцима
Свођани су се поред трговине, заната, бавили и воденичарством. Долазили су људи са свих страна у воденице. Највеће гужве биле су у августу када се оврше жито.
Данас нема више воденица ни воденичара, остала су само сећања.

## Власинска сеоска кућа у 18. и 19. веку
Власинска сеоска кућа је старинска кућа која се претежно градила на обалама реке Власине (горњег и средњег тока).
Власотиначко-црнотравски крај је познат по грађевинским печалбарима. Многи су поред тога што су ишли у печалбу зидали и градили објекте у свом родном крају. У Свођу и околним селима су прављене овакве куће.

### Грађевински елементи
Репрезентативна сеоска кућа у овој регији је била дугачка и четвороугаоног облика, са размерама 10х12 метара. Имала је „предварата“. Главни елементи (просторије) су били: предајет, соба и собче, подрум, таван и комин.
Кућа имала и велика врата и једно прозорче са капаком. Мала врата су служила због ветра, приликом уласка у кућу. У току летњег времена се лежало на рагозу у кућу а зими у соби на рагожу, сплетеној од ражене сламе.
Врата су направљена од букових даски са резом. Вратима се „зарезује“ (затвара). Она се држе на “багламе”, а закључавају се са дрвеним кључарком.
Соба има два прозора са капацима.
Собче је мала просторија са једним малим прозорчетом. Она служи за стављање ракије и женских ствари. Поводом женидбе су у њој су лежали млади. Из куће се улази у собче.

### Инвентар
Унутар куће је постојало огњиште са оџаком (комином). На средини огњишта су вериге, на којима се бакрац (котао) окачи (обеси) и тако се греје вода. Уз огњиште се грејала грне-земљана посуда. У самом огњишту се пекао кромпир или хлеб у црепуљи који се покрије вршњиком. Кућа је била опремљена кухињским елементима у које спада и ковчег (направљен од дрвета), у коме се меси хлеб. Такође је чивилук за качење конопца и секире био репрезентативан инвентар за повласинску сеоску кућу.
У кући се држао водник за тестије, амбар за жито као и ковчег за ствари жена и девојака као дар за удају. У подруму су каце, бурићи и бачве, а и ћупови за жито, за стављање зимнице и туршије.
У соби је кубе, совра и мале троношке на којима се седи приликом обедовања за ручак и вечеру. Током зиме је у собама био разбој на коме се ткало и спремао дар од претходно предене вуне, која је мастена код бојаџије.
На тавану су чувани загребци за обраду кучина и ланеног конопља. Од њега су прављене кошуље и панталоне, а од вуне су у ваљавицама ваљане класње и од њих су се правила сукнана одела.